# Hoyos
Hoyos è un comune spagnolo di 972 abitanti situato nella comunità autonoma dell'Estremadura.